# 源季宗
源 季宗 （みなもと の すえむね）は、平安時代後期の公卿。三条源氏、参議・源基平の子。官位は従三位・春宮権大夫。

## 経歴
後三条朝の延久2年（1070年）左近衛少将に任官。延久4年（1072年）12月に白河天皇が即位して、季宗の姉・基子（後三条天皇女御）の産んだ実仁親王が春宮に立てられると、前後して季宗は従四位下に叙せられる。さらに、延久5年（1073年）正月には上﨟の少将である源俊明・源家賢・藤原基忠を越えて、左近衛中将に任ぜられた。同年の後三条上皇の天王寺御幸の際、季宗はこれに供奉し、船中の御遊に笙を吹き、また天皇御製の歌に答える和歌を奉っている。承暦2年（1077年）以前に従三位に叙せられ公卿に列した。
承暦4年（1080年）春宮・実仁親王の春宮権大夫を兼ねるが、応徳2年（1085年）に実仁親王が没したために季宗は春宮権大夫の官職を解かれてしまった。翌応徳3年（1086年）8月21日薨去。享年38。

## 人物
漢詩文に優れ、源俊房・源経信らとしばしば聯句・賦詩に興じていたことが伝わっている。現存する季宗の作品としては、『中右記紙背漢詩集』に承暦3年（1079年）9月に自邸で開催した作文会における1首がある。

## 官歴
注記のないものは『公卿補任』による。
- 延久2年（1070年） 12月28日?：左近衛少将[2]
- 延久4年（1072年） 12月：従四位下[3]
- 延久5年（1073年） 正月30日：左近衛中将（超越上﨟少将俊明・家賢・基忠）[4]
- 承保2年（1075年） 10月30日?：右近衛中将[2]
- 承暦元年（1076年） 3月27日?：侍従、止中将[2]
- 承暦2年（1077年） 日付不詳：見従三位侍従
- 承暦4年（1080年） 8月22日：兼春宮権大夫（春宮・実仁親王）[5]
- 応徳2年（1085年） 11月8日：止大夫（依本宮御事也）
- 応徳3年（1086年） 8月21日：薨去

## 系譜
- 父：源基平
- 母：藤原良頼の娘
- 妻：藤原経国の娘
  - 男子：源忠宗
  - 男子：宗意
  - 女子：藤原忠教の正室（?-1103[6]）